# Alessandro Lai
Alessandro Lai (* 1970 in Cagliari, Sardinien) ist ein italienischer Kostümbildner.

## Leben
Nach dem Abitur am Liceo Classico in Cagliari begann Lai ein Studium der Kunstgeschichte, das er mit einer Arbeit über den Kostümbildner Piero Tosi und dessen Zusammenarbeit mit Luchino Visconti abschloss.
Anschließend erhielt er einen Anfängerjob in der Sartoria Tirelli in Fornello (Rom), wo er für drei Jahre arbeitete und dabei als Kostümbildner u. a. von Piero Tosi, Gabriella Pescucci und Maurizio Millenotti geschult wurde.
Als Kostümbildner hat er mit einer Reihe von renommierten Regisseuren zusammengearbeitet, u. a. mit Franco Zeffirelli, Francesca Archibugi, Liliana Cavani, Cristina Comencini, Roberta Torre sowie in insgesamt sieben Filmen mit Ferzan Özpetek. 
Seit dem Jahr 2000 arbeitet er regelmäßig als Kostümbildner für die Oper. 2000 und 2009 schuf er die Kostüme für Carmen in Inszenierungen des belgisch-französischen Choreografen und Opernregisseurs Micha van Hoecke (* 1944). Seit 2016 hat er mehrmals Kostüme für Produktionen des Mariinski-Theaters entworfen: Simon Boccanegra (2016), Falstaff (2018) und Lucia di Lammermoor (2018). 
Er war der Kostümdesigner der italienischen Fernsehserien Die Medici – Herrscher von Florenz und Medici: The Magnificent.

## Preise und Auszeichnungen
Lai ist mit 5 Filmpreisen ausgezeichnet worden, darunter zweimal mit dem Nastro d’Argento, und wurde für 18 weitere nominiert, darunter sechsmal für den Donatello.